# Droits de l'homme en Transnistrie
La situation des droits de l'homme en Transnistrie a été critiquée par plusieurs pays et organisations internationales. 
La Moldavie, ainsi que plusieurs autres États et organisations non-gouvernementales, affirment que le gouvernement de Transnistrie se comporte de manière autoritaire et que des arrestations arbitraires et des actes de torture ont lieu. 
En 2006, la Transnistrie a créé un bureau du médiation pour améliorer la situation. 
Le rapport Freedom in the World, publié par la Freedom House, décrit la Transnistrie comme un territoire illibéral, avec une mauvaise réputation en matière de droits politiques et de libertés publiques.

## Situation des écoles de langue roumaine
Le gouvernement transnistrien insiste sur le fait que l'enseignement public destiné aux Moldaves de souche dans leur langue maternelle doit se faire en utilisant l'alphabet cyrillique moldave et limiter l'utilisation du roumain à seulement six écoles. Cependant, quatre de ces écoles ont été fermées par les autorités, arguant qu'elles refusaient de réclamer la reconnaissance officielle. Ces écoles ont ensuite été rouvertes sous la pression de l'Union européenne, mais seulement en tant qu'institutions privées. 
La Cour européenne des droits de l'homme a en 2010 déclaré en partie recevables les plaintes de plus de cent résidents locaux, concernant la fermeture de trois écoles de langue roumaine en Transnistrie (dans les villes de Bendero, Rîbniţa et Grigoriopol), alléguant une violation de leurs droits à la vie privée, à l'éducation et à la non-discrimination. 
La commission de l'Organisation pour la sécurité et la coopération en Europe en Moldavie a enjoint aux autorités de la ville de Rîbniţa de restituer un bâtiment confisqué à l'école roumaine locale. La construction était presque terminée en 2004, lorsque la Transnistrie avait décidé d'en prendre le contrôle, à cause de la crise scolaire de cette année-là.

## Persécutions de journalistes
En avril 2010, le journaliste Ernest Vardanean (en) a été arrêté et accusé d'espionnage au profit de la Moldavie. En juin 2011, Vardanean a été amnistié.